# Fine Artist
Fine Artist era um programa para crianças para criar imagens, desenvolvida pela Microsoft em 1993. O interface e ambiente do programa foi particularmente construído para a utilização de crianças, tendo um personagem principal conhecido como McZee. Fine Artist foi descontinuado.
Fine Artist foi anunciado pela Microsoft a 7 de dezembro de 1993 e lançado em 1994. Executava nos sistemas operativos MS-DOS 3.2 e no Windows 3.1.